# Dolsk (gmina)
Dolsk – gmina miejsko-wiejska w województwie wielkopolskim, w powiecie śremskim. W latach 1975–1998 gmina położona była w województwie poznańskim. Do 1939 roku składała się z miasta Dolsk i gminy Jaskółki.
Siedziba gminy to Dolsk.
Według danych z 31 marca 2011, gmina liczyła 5860 mieszkańców. Natomiast według danych z 31 grudnia 2019 roku gminę zamieszkiwały 5883 osoby.
W gminie Dolsk funkcjonuje Szkoła Podstawowa im. Janusza Kusocińskiego w Dolsku i Szkoła Podstawowa w Masłowie. Przedszkola znajdują się w Dolsku, Małachowie, Mszczyczynie, Ostrowiecznie i Wieszczyczynie.

## Struktura powierzchni
Według danych z roku 2007 gmina Dolsk ma obszar 124,48 km², w tym:
- użytki rolne: 69%
- użytki leśne: 19%

Gmina stanowi 21,71% powierzchni powiatu.

## Demografia

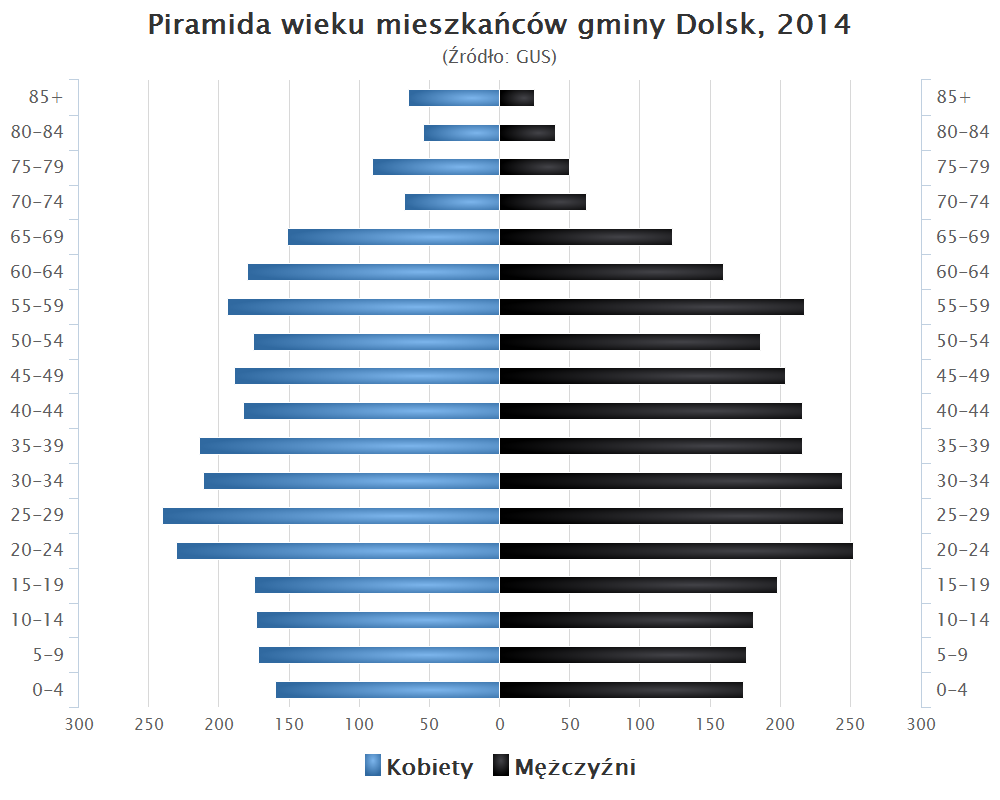
Piramida wieku mieszkańców gminy Dolsk w 2014 roku

Dane z 31 grudnia 2009:
| Opis                              | Ogółem | Ogółem | Kobiety | Kobiety | Mężczyźni | Mężczyźni |
| --------------------------------- | ------ | ------ | ------- | ------- | --------- | --------- |
| jednostka                         | osób   | %      | osób    | %       | osób      | %         |
| populacja                         | 5843   | 100    | 2926    | 50,1    | 2917      | 49,9      |
| gęstość zaludnienia (mieszk./km²) | 46,7   | 46,7   | 23,4    | 23,4    | 23,3      | 23,3      |

| Opis                                | Ogółem | Ogółem | Kobiety | Kobiety | Mężczyźni | Mężczyźni |
| ----------------------------------- | ------ | ------ | ------- | ------- | --------- | --------- |
| Jednostka                           | osób   | %      | osób    | %       | osób      | %         |
| Populacja                           | 5819   | 100    | 2900    | 49,84   | 2919      | 50,16     |
| Wiek przedprodukcyjny (0–17 lat)    | 1346   | 23,13  | 661     | 11,36   | 685       | 11,77     |
| Wiek produkcyjny (18–65 lat)        | 3694   | 63,48  | 1701    | 29,23   | 1993      | 34,25     |
| Wiek poprodukcyjny (powyżej 65 lat) | 779    | 13,39  | 538     | 9,25    | 241       | 4,14      |

## Sąsiednie gminy
Borek Wielkopolski, Gostyń, Jaraczewo, Krzywiń, Książ Wielkopolski, Piaski, Śrem